# Likosaari och Keskisaari
Likosaari och Keskisaari är en ö i Pyhäjärvi och i kommunen Pyhäjärvi i landskapet Norra Österbotten, i den centrala delen av Finland, 400 km norr om huvudstaden Helsingfors. Öns area är 8 hektar och dess största längd är 0,5 kilometer i sydöst-nordvästlig riktning. Hela ön utgörs av ett naturreservat. Dess sydvästra udde heter Harakkasaari.